# Zé Sérgio
Zé Sérgio (właśc. José Sérgio Presti, ur. 8 marca 1957 w São Paulo) – były brazylijski piłkarz.
Grał dla klubów: São Paulo (1977-1984), Santos FC (1984-1986), CR Vasco da Gama (1986-1987).